# Sclerochlamys brachyptera
Sclerochlamys brachyptera là loài thực vật có hoa thuộc họ Dền. Loài này được F. Muell. miêu tả khoa học đầu tiên năm 1858.